# Voszhod (Miskinói járás)
Voszhod (orosz betűkkel: Восход, baskír nyelven: Восход) falu Oroszországban, a Baskír Köztársaságban, a Miskinói járásban.

## Népesség
- 2002-ben 17 lakosa volt, melynek 71%-a mari és 29%-a orosz.
- 2010-ben 15 lakosa volt.